# Primeira Liga (2001/2002)
Primeira Liga (2001/2002) – 64. edycja najwyższej klasy rozgrywkowej piłki nożnej w Portugalii. W lidze występowało 18 zespołów. Mistrzem po raz 18. został Sporting CP.

## Uczestnicy
| Uczestnicy poprzedniej edycji                                                                                 | Uczestnicy poprzedniej edycji | Uczestnicy poprzedniej edycji | Uczestnicy poprzedniej edycji |
| --- | ----------------------------- | ----------------------------- | ----------------------------- |
| BOA | Boavista FC                   | 1                             |                               |
| POR | FC Porto                      | 2                             |                               |
| SCP | Sporting CP                   | 3                             |                               |
| BRA | SC Braga                      | 4                             |                               |
| ULE | União Leiria                  | 5                             |                               |
| BEN | SL Benfica                    | 6                             |                               |
| BEL | CF Os Belenenses              | 7                             |                               |
| BEM | Beira-Mar                     | 8                             |                               |
| PAÇ | FC Paços de Ferreira          | 9                             |                               |
| SLG | SC Salgueiros                 | 10                            |                               |
| MAR | CS Marítimo                   | 11                            |                               |
| ALV | FC Alverca                    | 12                            |                               |
| FAR | SC Farense                    | 13                            |                               |
| GVI | Gil Vicente                   | 14                            |                               |
| VGU | Vitória Guimarães             | 15                            |                               |
| Awans z Segunda Ligi                                                                                          |                               |                               |                               |
| SCL | CD Santa Clara                | 1                             |                               |
| VSE | Vitória Setúbal               | 2                             |                               |
| VRZ | Varzim SC                     | 3                             |                               |
| Oznaczenia: - kolumna pierwsza – skróty nazw drużyn, - kolumna trzecia – miejsce zajęte w poprzednim sezonie. |                               |                               |                               |

## Tabela
| Lp. | Drużyna              | M  | Z  | R  | P  | Bramki | Bramki | Różn. | Pkt | Uwagi                                         | Bezpośrednio |
| --- | -------------------- | -- | -- | -- | -- | ------ | ------ | ----- | --- | --------------------------------------------- | ------------ |
| 1   | Sporting CP (M) (P)  | 34 | 22 | 9  | 3  | 74     | 25     | +49   | 75  | Liga Mistrzów UEFA • III runda kwalifikacyjna |              |
| 2   | Boavista FC          | 34 | 21 | 7  | 6  | 53     | 20     | +33   | 70  | Liga Mistrzów UEFA • II runda kwalifikacyjna  |              |
| 3   | FC Porto             | 34 | 21 | 5  | 8  | 66     | 34     | +32   | 68  | Puchar UEFA • I runda                         |              |
| 4   | SL Benfica           | 34 | 17 | 12 | 5  | 66     | 37     | +29   | 63  |                                               |              |
| 5   | CF Os Belenenses     | 34 | 17 | 6  | 11 | 54     | 44     | +10   | 57  | Puchar Intertoto • II runda                   |              |
| 6   | CS Marítimo          | 34 | 17 | 5  | 12 | 48     | 35     | +13   | 56  |                                               |              |
| 7   | União Leiria         | 34 | 15 | 10 | 9  | 52     | 35     | +17   | 55  | Puchar Intertoto • I runda                    |              |
| 8   | FC Paços de Ferreira | 34 | 12 | 10 | 12 | 41     | 44     | −3    | 46  |                                               |              |
| 9   | Vitória Guimarães    | 34 | 11 | 9  | 14 | 35     | 41     | −6    | 42  |                                               |              |
| 10  | SC Braga             | 34 | 10 | 12 | 12 | 43     | 43     | 0     | 42  |                                               |              |
| 11  | Beira-Mar            | 34 | 10 | 9  | 15 | 48     | 56     | −8    | 39  |                                               |              |
| 12  | Gil Vicente          | 34 | 10 | 8  | 16 | 42     | 56     | −14   | 38  |                                               |              |
| 13  | Vitória Setúbal      | 34 | 9  | 11 | 14 | 40     | 46     | −6    | 38  |                                               |              |
| 14  | CD Santa Clara       | 34 | 9  | 10 | 15 | 32     | 46     | −14   | 37  | Puchar Intertoto • I runda                    |              |
| 15  | Varzim SC            | 34 | 8  | 8  | 18 | 27     | 55     | −28   | 32  |                                               |              |
| 16  | SC Salgueiros (S)    | 34 | 8  | 6  | 20 | 29     | 71     | −42   | 30  | Spadek do Segunda Ligi                        |              |
| 17  | SC Farense (S)       | 34 | 7  | 7  | 20 | 29     | 63     | −34   | 28  | Spadek do Segunda Ligi                        |              |
| 18  | FC Alverca (S)       | 34 | 7  | 6  | 21 | 39     | 67     | −28   | 27  | Spadek do Segunda Ligi                        |              |